# Miracles for Sale
 Miracles for Sale és una pel·lícula estatunidenca dirigida per Tod Browning, estrenada el 1939.

## Argument
Michael Morgan, creador de números de màgia, acorrala els impostors en la matèria. Troba Judy Barclay, marcada per un terrible secret, i el doctor Sabbatt, un "demonòleg". Aquest últim és assassinat, mentre que Judy escapa a una agressió.

## Repartiment
- Robert Young: Michael Morgan
- Florence Rice: Judy Barclay
- Frank Craven: Dad Morgan
- Henry Hull: Dave Duvallo
- Lee Bowman: La Claire
- Cliff Clark: L'Inspector Gavigan
- Astrid Allwyn: Zelma La Claire
- Walter Kingsford: El Coronel Watrous
- Frederic Worlock: El Dr. Sabbatt
- Gloria Holden: Mme Rapport
- William Demarest: Quinn
- Harold Minjir: Tauro
- John Piccori: El Coronel
- E. Allyn Warren: El Dr. Mendricks
- Paul Sutton: El Capità R.Z. Storm
- Charles Lane: L'empleat de l'hotel
- Fred Warren: El cirurgià de la policia
- Margaret Bert: Mary

## Crítica
En una difusió televisada el 1988, Patrick Brion escrivia a Télérama:
"Amb aquesta pel·lícula s'ha acabat l'estupefaent carrera de Tod Browning. Dracula voreja Freaks, The Devil-Doll i The Unknown, barrejant l'estrany amb el grotesc, l'horror amb la poesia, el fantàstic amb l'estrany. Sense tenir la bellesa fulgurant de les principals pel·lícules de Browning Miracles for Sale segueix l'argument de Mark of the Vampire i s'interroga sobre les relacions entre la realitat i la il·lusió, la màgia i els artificis, la veritat i la mentida. Des del començament - una escena sorprenent! -, Browning introdueix l'espectador en un laberint de falses pistes, d'indicis ambigus i de personatges desconcertants. En aquest univers, tot sembla alhora possible i totalment il·lusori. El cineasta, renunciant als temes tràgics de les seves pel·lícules més boniques, testimonia una verdadera ironia al llarg d'aquesta intriga criminal, quasi impossible de desenredar abans del cop de teatre final. Una curiositat!".